# Escassez de água

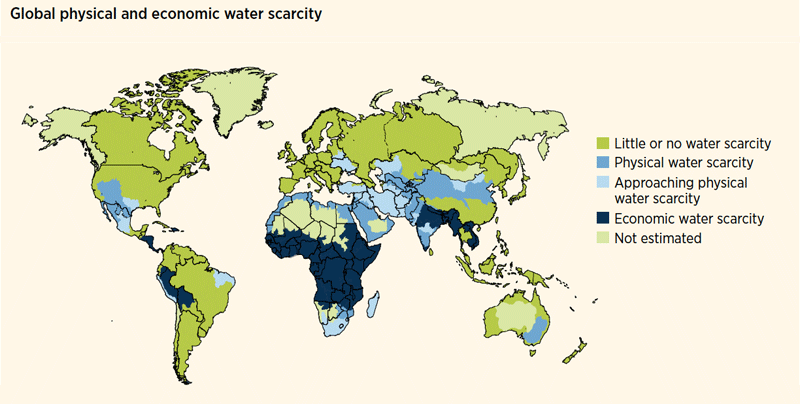
Escassez física e econômica global de água (2012)

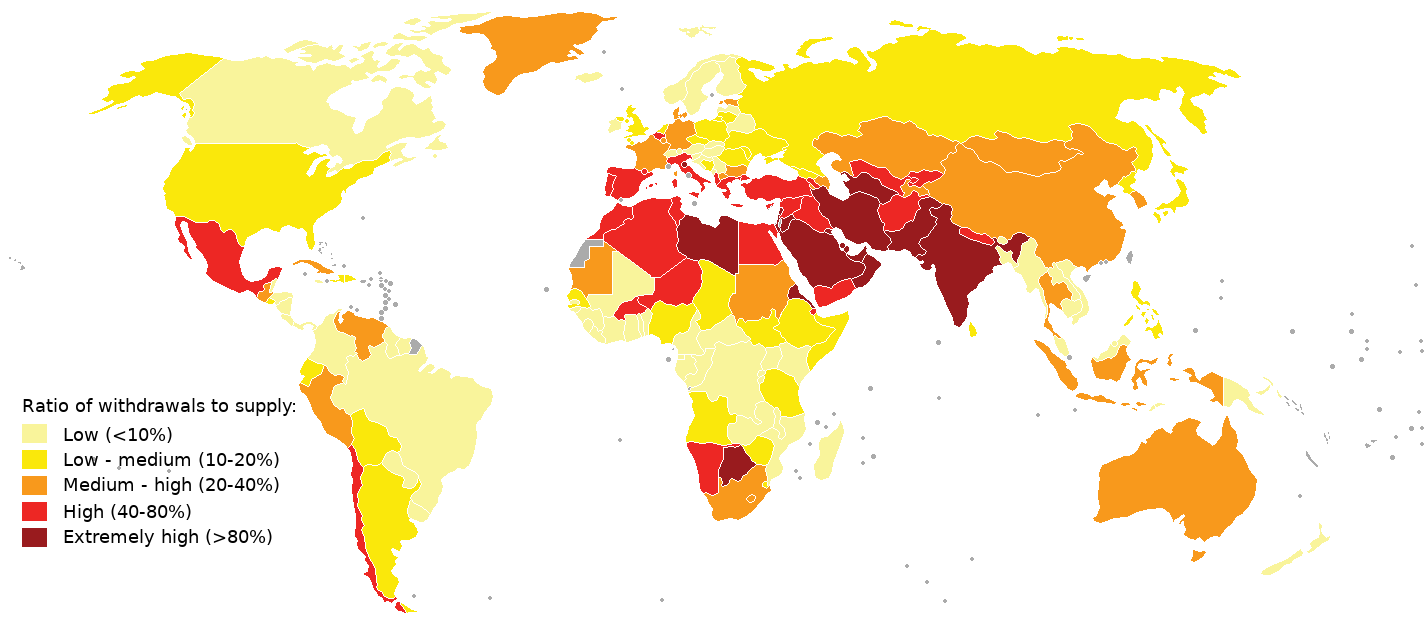
Mapa de estresse hídrico (2019)

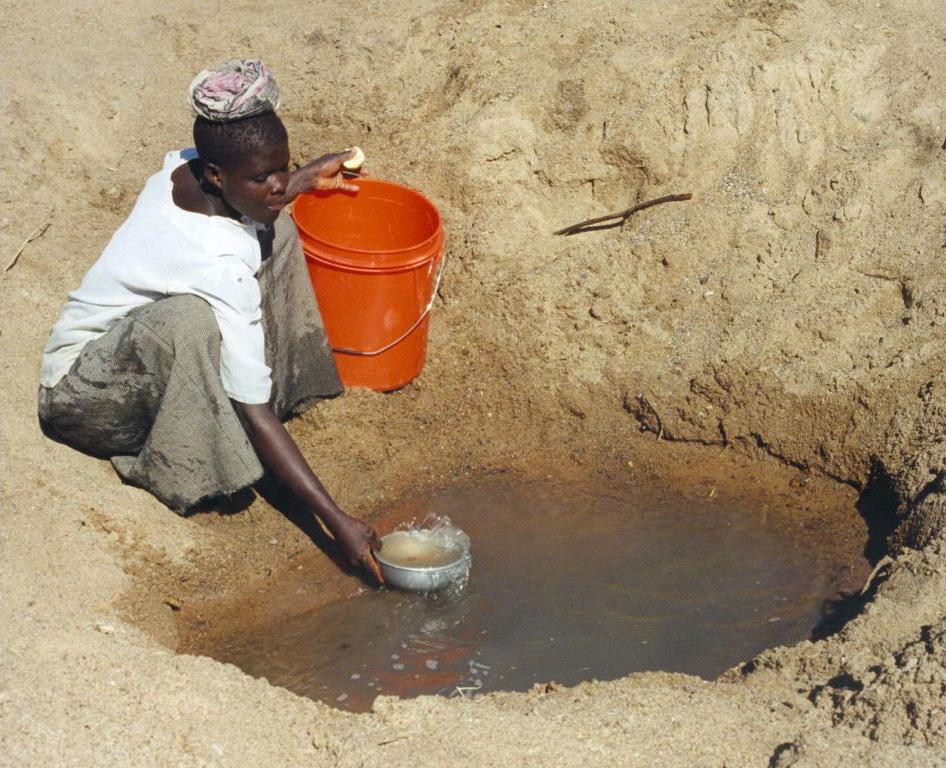
No distrito de Meatu, região de Shinyanga, Tanzânia, a água geralmente vem de buracos abertos cavados na areia de leitos de rios secos, sendo invariavelmente contaminada

A escassez de água é a falta de recursos de água doce para atender à demanda padrão de água. A escassez de água pode ser causada por secas, falta de chuvas ou poluição. A escassez de água foi listada em 2019 pelo como um dos maiores riscos globais em termos de impacto potencial na próxima década. É manifestada pela satisfação parcial ou inexistente da demanda expressa, competição econômica pela quantidade ou qualidade da água, disputas entre usuários, esgotamento irreversível das águas subterrâneas e impactos negativos sobre o meio ambiente. Dois terços da população global (4 bilhões de pessoas) vivem em condições de severa escassez de água pelo menos 1 mês por ano. Meio bilhão de pessoas no mundo enfrentam grave escassez de água durante todo o ano. Metade das maiores cidades do mundo sofrem de escassez de água.
Apenas 0,014% de toda a água da Terra é doce e facilmente acessível. Da água restante, 97% é salina e pouco menos de 3% é de difícil acesso. Tecnicamente, existe uma quantidade suficiente de água doce em uma escala global. No entanto, devido à distribuição desigual (agravada pelo aquecimento global), resultando em alguns locais geográficos muito úmidos e alguns muito secos, além de um aumento acentuado na demanda global de água doce nas últimas décadas impulsionada pela indústria, a humanidade está enfrentando uma crise hídrica. A demanda deve superar a oferta em 40% em 2030, se as tendências atuais continuarem.
A essência da escassez global de água é a incompatibilidade geográfica e temporal entre a demanda e a disponibilidade de água doce. O aumento da população mundial, a melhoria dos padrões de vida, a mudança dos padrões de consumo e a expansão da agricultura irrigada são as principais forças motrizes da crescente demanda global por água. Mudanças climáticas, como padrões climáticos alterados (incluindo secas ou inundações), desmatamento, aumento da poluição, gases de efeito estufa e desperdício de água podem causar abastecimento insuficiente. Em nível global e em uma base anual, água doce suficiente está disponível para atender essa demanda, mas as variações espaciais e temporais da demanda e disponibilidade de água são grandes, levando à escassez de água (física) em várias partes do mundo durante períodos específicos do ano. A escassez varia ao longo do tempo como resultado da variabilidade hidrológica natural, mas varia ainda mais em função da política econômica vigente, planejamento e abordagens de gestão. Espera-se que a escassez se intensifique com a maioria das formas de desenvolvimento econômico, mas, se corretamente identificada, muitas de suas causas podem ser previstas, evitadas ou mitigadas.
Alguns países já provaram que é possível separar o uso da água do crescimento econômico. Na Austrália, por exemplo, o consumo de água diminuiu 40% entre 2001 e 2009, enquanto a economia cresceu mais de 30%. O Painel Internacional de Recursos da ONU afirma que os governos tendem a investir pesadamente em soluções amplamente ineficientes: megaprojetos como represas, canais, aquedutos, dutos e reservatórios de água, que geralmente não são ambientalmente sustentáveis nem economicamente viáveis. A maneira mais custo-efetiva de dissociar o uso da água do crescimento econômico, de acordo com o painel científico, é os governos criarem planos holísticos de gestão da água que levem em consideração todo o ciclo da água: da fonte à distribuição, uso econômico, tratamento, reciclagem, reaproveitar e devolver ao meio ambiente.

## Definições

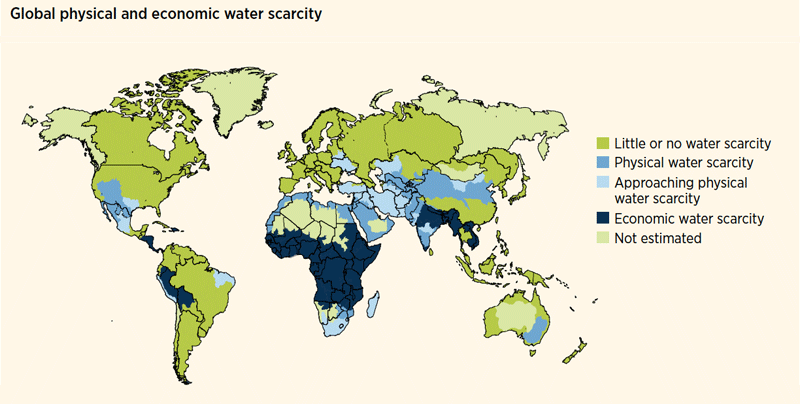
Escassez global física e económica de água

A escassez de água foi definida como a "abundância volumétrica, ou a falta dela, de recursos de água doce" e acredita-se que seja "impulsionada pelo homem".:4 Isto também pode ser chamado de “escassez física de água”. Existem dois tipos de escassez de água. Uma é a escassez física de água e a outra é a escassez econômica de água.:560Algumas definições de escassez de água consideram as necessidades ambientais de água. Esta abordagem varia de uma organização para outra.:4
Conceitos relacionados são estresse hídrico e risco hídrico. O CEO da Water Mandate, uma iniciativa do Pacto Global da ONU, propôs harmonizar estes aspetos em 2014.:2 No seu documento de discussão, eles afirmam que estes três termos não devem ser usados de forma intercambiável.:3
Algumas organizações definem o estresse hídrico como um conceito mais amplo. Incluiria aspectos de disponibilidade de água, qualidade da água e acessibilidade. A acessibilidade depende da infraestrutura existente. Depende também de os clientes poderem pagar pela água.:4 Alguns especialistas chamam a isto escassez econômica de água.
A FAO define o estresse hídrico como os "sintomas de escassez ou escassez de água". Tais sintomas poderiam ser “conflitos crescentes entre utilizadores e competição pela água, padrões decrescentes de fiabilidade e serviço, falhas nas colheitas e insegurança alimentar”.
Um grupo de cientistas forneceu outra definição para o estresse hídrico em 2016: "O estresse hídrico se refere ao impacto do alto uso de água (retiradas ou consumo) em relação à disponibilidade de água."

## Tipos
Especialistas definiram dois tipos de escassez de água. Uma delas é a escassez física de água. A outra é a escassez econômica de água. Esses termos foram definidos pela primeira vez em um estudo de 2007 liderado pelo Instituto Internacional de Gestão da Água. Este estudo examinou o uso da água na agricultura nos últimos 50 anos. O objetivo era descobrir se o mundo teria recursos hídricos suficientes para produzir alimentos para a crescente população no futuro.:1

### Escassez física de água
A escassez física de água ocorre quando os recursos hídricos naturais não são suficientes para atender a todas as demandas. Isso inclui a água necessária para o bom funcionamento dos ecossistemas. Regiões secas frequentemente sofrem com escassez física de água. A influência humana no clima intensificou a escassez de água em áreas onde já era um problema. Também ocorre onde a água parece abundante, mas os recursos estão supercomprometidos. Um exemplo é o desenvolvimento excessivo da infraestrutura hidráulica. Isso pode ser tanto para irrigação como para geração de energia. Existem vários sintomas da escassez física de água. Incluem degradação ambiental grave, diminuição das águas subterrâneas e atribuição de água que favorece alguns grupos em detrimento de outros.:6
Especialistas propuseram outro indicador. Isso é chamado de escassez ecológica de água. Ele considera a quantidade de água, a qualidade da água e os requisitos de fluxo ambiental.
A água é escassa em áreas áridas densamente povoadas. A projeção é que haja menos de 1.000 metros cúbicos disponíveis per capita por ano. Exemplos são a Ásia Central e Ocidental e o Norte de África). Um estudo realizado em 2007 concluiu que mais de 1,2 mil milhões de pessoas vivem em áreas de escassez física de água. Esta escassez de água está relacionada com a água disponível para a produção de alimentos, e não para a água potável, que é uma quantidade muito menor.
Alguns académicos defendem a adição de um terceiro tipo que seria denominado escassez ecológica de água. Ele se concentraria na demanda de água dos ecossistemas. Refere-se à quantidade e qualidade mínimas de descarga de água necessárias para manter ecossistemas sustentáveis e funcionais. Algumas publicações argumentam que isto é simplesmente parte da definição de escassez física de água.

### Escassez econômica de água

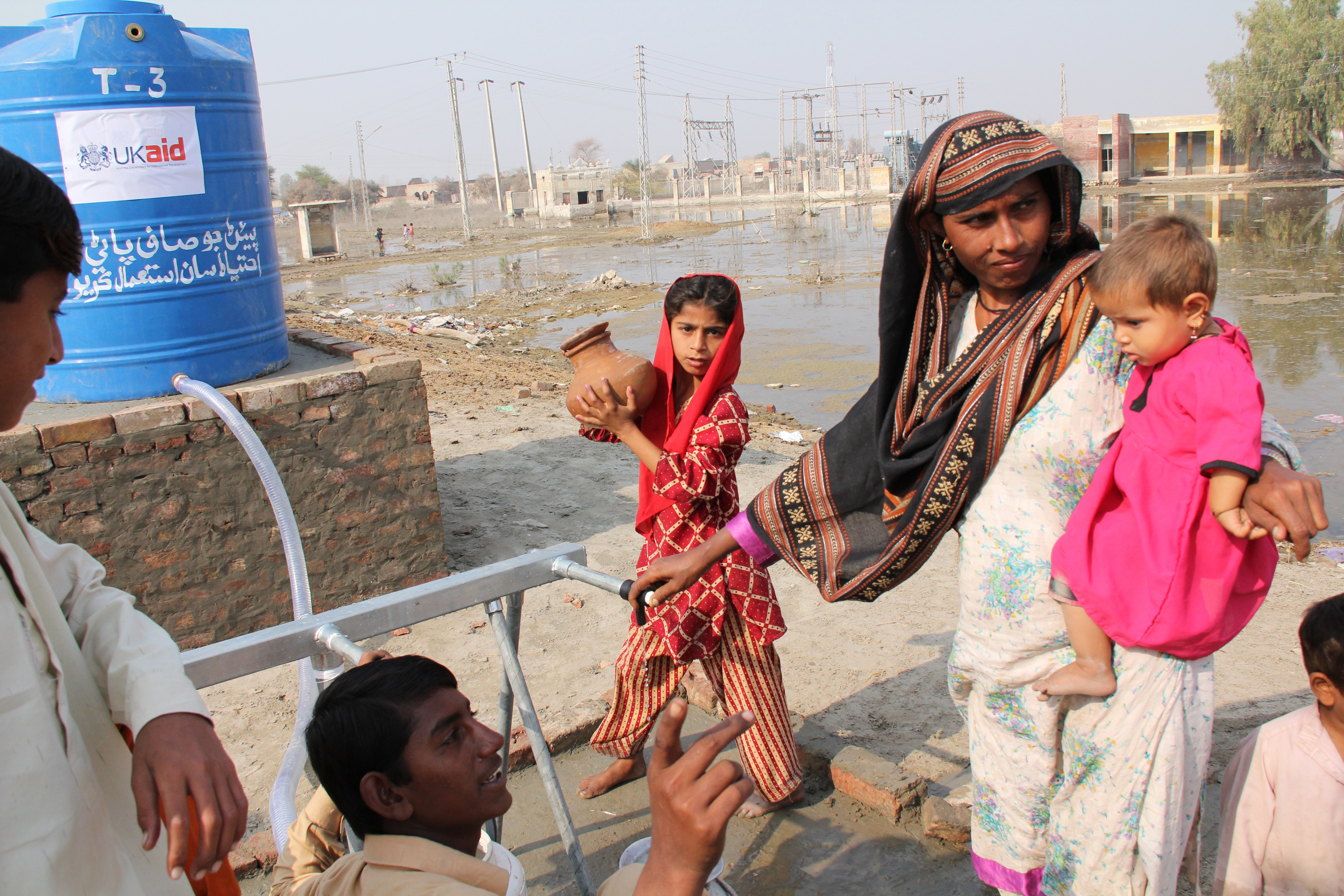
Pessoas coletam água potável em uma torneira na cidade de Ghari Kharo, na província de Sindh, no oeste do Paquistão.

A escassez econômica de água se deve à falta de investimento em infraestrutura ou tecnologia para extrair água de rios, aquíferos ou outras fontes de água. Também reflecte a insuficiente capacidade humana para satisfazer a demanda de água.:560
O Programa das Nações Unidas para o Desenvolvimento afirma que a escassez econômica de água é a causa mais comum de escassez de água. Isso ocorre porque a maioria dos países ou regiões tem água suficiente para atender às necessidades domésticas, industriais, agrícolas e ambientais. Mas não têm os meios para o fornecer de uma forma acessível. Cerca de um quinto da população mundial vive actualmente em regiões afectadas pela escassez física de água.
Um quarto da população mundial é afetada pela escassez econômica de água. É uma característica de grande parte da África Subsaariana.:11 Portanto, uma melhor infraestrutura hídrica poderia ajudar a reduzir a pobreza. Investir em retenção de água e infraestrutura de irrigação ajudaria a aumentar a produção de alimentos. Isto é especialmente verdade nos países em desenvolvimento que dependem de uma agricultura de baixo rendimento. O fornecimento de água adequada para consumo também beneficiaria a saúde pública. Não se trata apenas de uma questão de nova infraestrutura. Intervenções econômicas e políticas são necessárias para combater a pobreza e a desigualdade social. A falta de financiamento significa que há necessidade de planeamento.
A ênfase geralmente está na melhoria das fontes de água para consumo humano e para fins domésticos. Mas é utilizada mais água para fins como banho, lavagem de roupa, criação de gado e limpeza do que para beber e cozinhar. Isso sugere que dar muita ênfase à água potável resolve apenas parte do problema. Portanto, isto pode limitar o leque de soluções disponíveis.

## Desafios

### Indicadores simples
Existem vários indicadores para medir a escassez de água. Um deles é a relação entre uso e disponibilidade de água. Isso também é conhecido como razão de criticidade. Outro é o Indicador IWMI. Isso mede a escassez física e econômica de água. Outro é o índice de pobreza hídrica.

O Lago Chade encolheu 90% desde a década de 1960.

"Estresse hídrico" é um critério para medir a escassez de água. Os especialistas usam-no no contexto do Objectivo de Desenvolvimento Sustentável 6. Um relatório da FAO em 2018 forneceu uma definição de estresse hídrico. Ele descreveu isso como "a razão entre o total de água doce retirada (TFWW) por todos os principais setores e o total de recursos renováveis de água doce (TRWR), após levar em consideração os requisitos de fluxo ambiental (EFR)". Isso significa que o valor para TFWW é dividido pela diferença entre TRWR menos EFR.:xii Os fluxos ambientais precisam fluxos de água para sustentar ecossistemas de água doce e estuarinos. Uma definição anterior no Objetivo de Desenvolvimento do Milênio 7, meta 7.A, era simplesmente a proporção do total de recursos hídricos utilizados, sem levar em consideração o EFR.:28 Esta definição estabelece diversas categorias de estresse hídrico. Abaixo de 10% é baixo estresse; 10-20% é baixo a médio; 20-40% médio a alto; 40-80% alto; acima de 80% muito alto.
Os indicadores são usados para medir a extensão da escassez de água. Uma maneira de medir a escassez de água é calcular a quantidade de recursos hídricos disponíveis por pessoa a cada ano. Um exemplo é o "Indicador de Estresse Hídrico de Falkenmark". Isto foi desenvolvido por Malin Falkenmark. Este indicador diz que um país ou região sofre de “stress hídrico” quando o abastecimento anual de água cai abaixo dos 1.700 metros cúbicos por pessoa por ano. Níveis entre 1.700 e 1.000 metros cúbicos levarão a escassez periódica ou limitada de água. Quando o abastecimento de água cai abaixo de 1.000 metros cúbicos por pessoa por ano, o país enfrenta "escassez de água". Contudo, o Indicador de Estresse Hídrico de Falkenmark não ajuda a explicar a verdadeira natureza da escassez de água.

#### Recursos renováveis de água doce
Também é possível medir a escassez de água observando a água doce renovável. Especialistas o utilizam para avaliar a escassez de água. Essa métrica pode descrever o total de recursos hídricos disponíveis em cada país. Este recurso hídrico total disponível dá uma ideia se um país tende a sofrer escassez física de água. Essa métrica tem uma desvantagem porque é uma média. A precipitação distribui água de forma desigual pelo planeta a cada ano. Portanto, os recursos hídricos renováveis anuais variam de ano para ano. Esta métrica não descreve o quão fácil é para indivíduos, famílias, indústrias ou governos acessarem água. Por fim, essa métrica fornece uma descrição de um país inteiro. Portanto, não retrata com precisão se um país está enfrentando escassez de água. Por exemplo, tanto o Canadá quanto o Brasil têm níveis muito altos de abastecimento de água disponível. Mas ainda enfrentam vários problemas relacionados com a água.

### Indicadores mais sofisticados

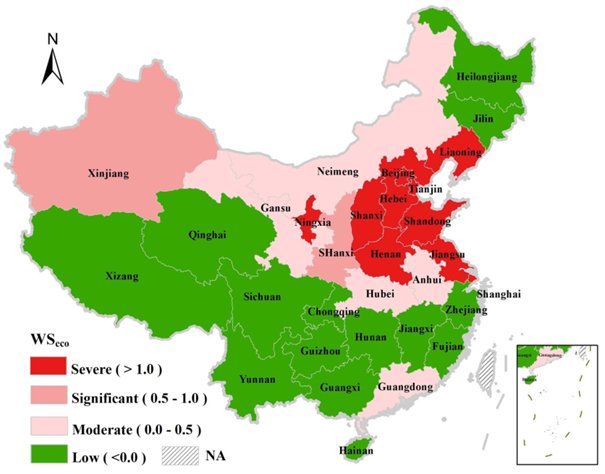
Escassez média de água ecológica a nível provincial na China 2016-2019.

As avaliações de escassez de água devem incluir vários tipos de informações. Eles incluem dados sobre água verde (humidade do solo), qualidade da água, requisitos de fluxo ambiental, globalização e comércio virtual de água. Desde o início dos anos 2000, as avaliações de escassez de água têm usado modelos mais complexos. Eles se beneficiam de ferramentas de análise espacial. A escassez de água verde-azulada é uma delas. A avaliação da escassez de água com base na pegada ecológica é outra. Outra é a abstração cumulativa em relação à demanda, que considera variações temporais. Outros exemplos são os indicadores de estresse hídrico baseados em ACV e o fluxo ambiental integrado de quantidade e qualidade da água. Desde o início da década de 2010, as avaliações têm analisado a escassez de água tanto do ponto de vista da quantidade como da qualidade.
Especialistas propuseram um indicador adicional. Isso é chamado de escassez ecológica de água. Ele considera a quantidade de água, a qualidade da água e os requisitos de fluxo ambiental. Os resultados de um estudo de modelagem em 2022 mostram que o norte da China sofreu uma escassez ecológica de água mais severa do que o sul da China. O factor determinante da escassez ecológica de água na maioria das províncias foi a poluição da água e não a utilização humana da água.
Uma avaliação bem-sucedida reunirá especialistas de diversas disciplinas científicas. Estas incluem as comunidades de ciências hidrológicas, de qualidade da água, de ciências dos ecossistemas aquáticos e de ciências sociais.

## Água disponível

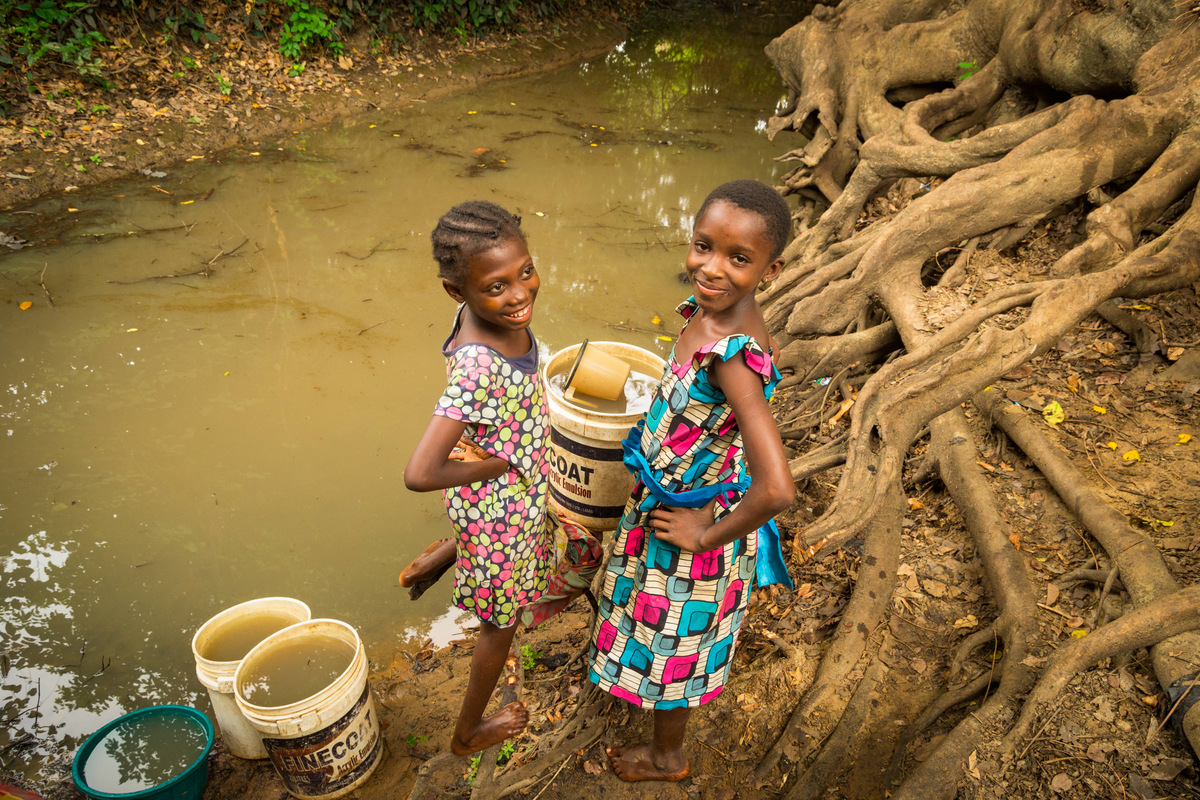
Crianças buscam água em um riacho lamacento em uma área rural durante a estação seca. A água é levada de volta para casa e passa por filtragem e outros tratamentos antes do uso.

As Nações Unidas estimam que apenas 200.000 quilômetros cúbicos do total de 1,4 bilhão de quilômetros cúbicos de água na Terra são água doce disponível para consumo humano. Apenas 0,014% de toda a água da Terra é doce e facilmente acessível. Da água restante, 97% é salina e pouco menos de 3% é de difícil acesso. A água doce disponível para no planeta é cerca de 1% do total de água da Terra.
Rios e lagos fornecem fontes comuns de água doce na superfície. Mas outros recursos hídricos, como águas subterrâneas e geleiras, tornaram-se fontes mais desenvolvidas de água doce. Elas se tornaram a principal fonte de água limpa. Água subterrânea é a água que se acumula abaixo da superfície da Terra. Pode fornecer uma quantidade utilizável de água através de fontes ou poços. Essas áreas de águas subterrâneas também são conhecidas como aquíferos. Está se tornando mais difícil usar fontes convencionais por causa da poluição e das mudanças climáticas. Então as pessoas estão recorrendo cada vez mais a essas outras fontes. O crescimento populacional está a encorajar uma maior utilização destes tipos de recursos hídricos.

## Escala

### Estimativas atuais
Em 2019, o Fórum Económico Mundial listou a escassez de água como um dos maiores riscos globais em termos de impacto potencial na próxima década.
Cerca de metade da população mundial sofre actualmente de grave escassez de água, pelo menos durante parte do ano. Quinhentos milhões de pessoas no mundo enfrentam uma grave escassez de água durante todo o ano. Metade das maiores cidades do mundo sofre de escassez de água.
Um estudo realizado em 2016 calculou que o número de pessoas que sofrem de escassez de água aumentou de 0,24 mil milhões ou 14% da população mundial na década de 1900 para 3,8 mil milhões (58%) na década de 2000.

### Previsões futuras

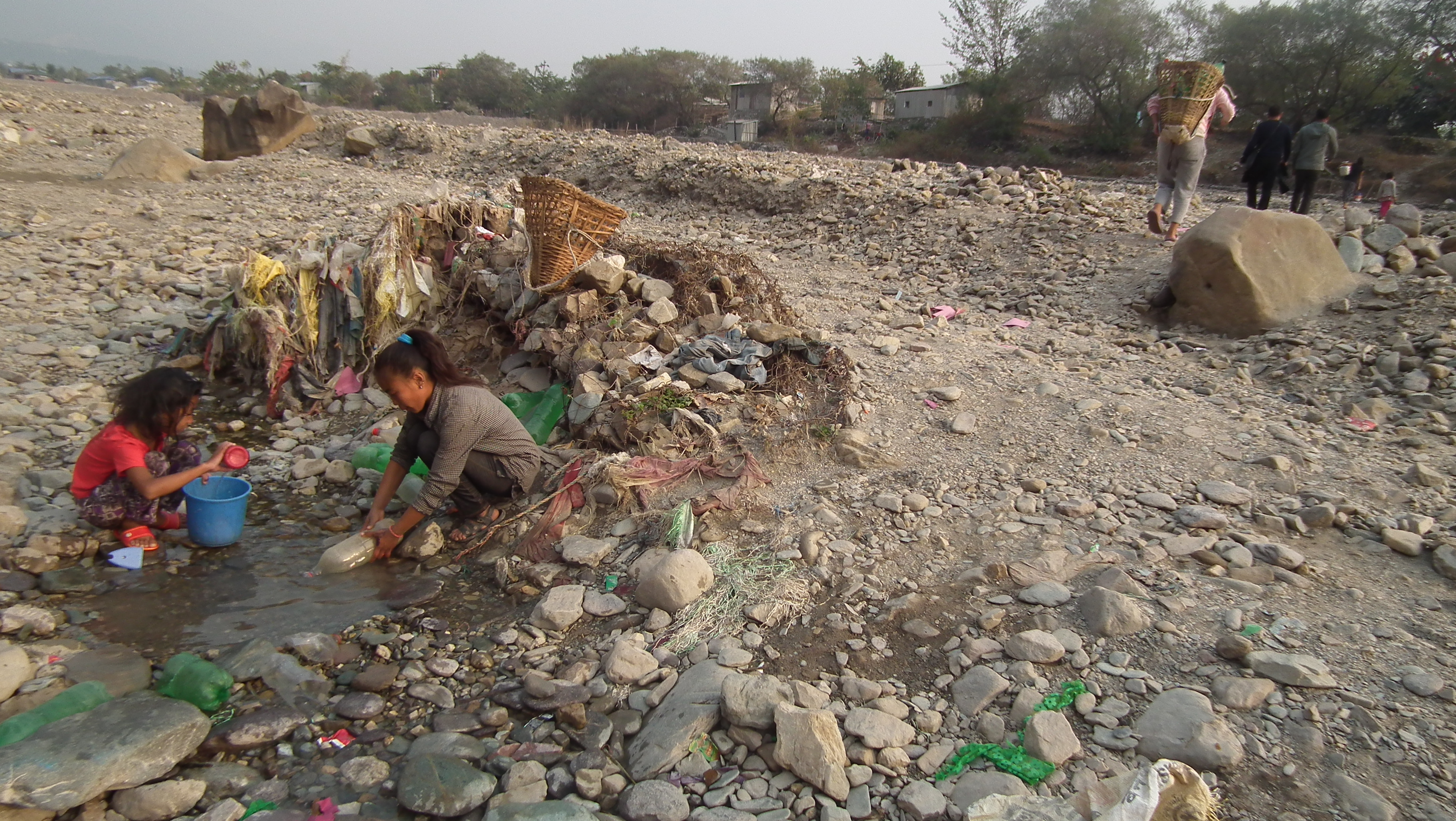
Meninas de assentamento de invasores em Dharan coletam água do rio

No século XX, o uso de água cresceu mais que o dobro da taxa de crescimento populacional. Especificamente, é provável que as retiradas de água aumentem em 50% até 2025 nos países em desenvolvimento e em 18% nos países desenvolvidos. Prevê-se que um continente, por exemplo, África, tenha entre 75 e 250 milhões de habitantes sem acesso a água doce. Em 2025, 1,8 bilhão de pessoas viverão em países ou regiões com escassez absoluta de água e dois terços da população mundial poderão estar em condições de stress. Em 2050, mais de metade da população mundial viverá em áreas com escassez de água e outros bilhões poderão não ter água suficiente, segundo descobriram investigadores do MIT.
Com o aumento das temperaturas globais e o aumento da demanda por água, seis em cada dez pessoas correm o risco de sofrer com estresse hídrico. A seca de zonas úmidas em todo o mundo, em torno de 67%, foi uma causa direta do grande número de pessoas em risco de estresse hídrico. À medida que a procura global de água aumenta e as temperaturas sobem, é provável que dois terços da população viva sob stress hídrico em 2025.:191
De acordo com uma projeção das Nações Unidas, até 2040, cerca de 4,5 bilhões de pessoas poderão ser afetadas por uma crise hídrica (ou escassez de água). Além disso, com o aumento da população, haverá uma procura por alimentos e, para que a produção de alimentos corresponda ao crescimento populacional, haverá uma procura maior de água para irrigação das culturas. O Fórum Económico Mundial estima que a procura global de água ultrapassará a oferta global em 40% até 2030.
Um estudo descobriu que 6-20% dos cerca de 39 milhões de poços de água subterrânea correm alto risco de secar se os níveis locais de água subterrânea caírem alguns metros. Em muitas áreas e possivelmente em mais de metade dos principais aquíferos isto aplicar-se-ia se estes simplesmente continuassem a diminuir.

## Impactos

### Escassez de abastecimento de água

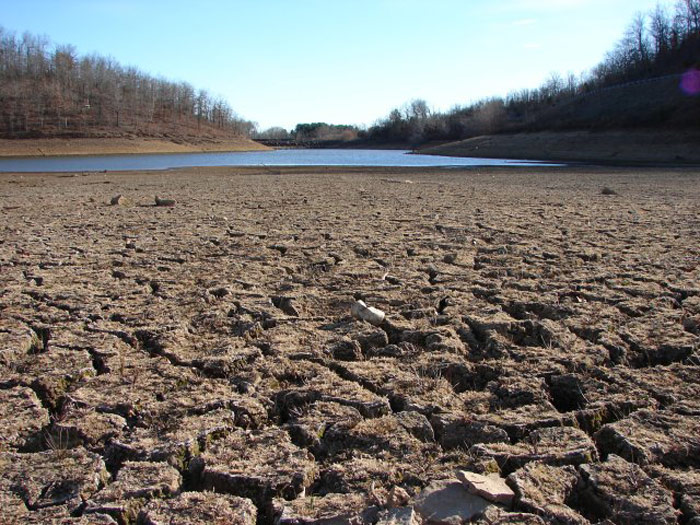
Um típico leito seco de lago é visto na Califórnia, que estava passando pela pior megasseca em 1.200 anos (em 2022), precipitada pelas mudanças climáticas, e, portanto, está com pouca água.

Fatores controláveis, como a gestão e a distribuição do abastecimento de água, podem contribuir para a escassez. Um relatório das Nações Unidas de 2006 se concentra em questões de governança como o cerne da crise da água. O relatório observou que: "Há água suficiente para todos". Afirmou ainda: “A insuficiência de água deve-se frequentemente à má gestão, à corrupção, à falta de instituições adequadas, à inércia burocrática e à escassez de investimento tanto em capacidade humana como em infra-estruturas físicas”.
Economistas e outros argumentam que a falta de direitos de propriedade, regulamentações governamentais e subsídios à água deram origem à esta situação. Estes factores fazem com que os preços sejam demasiado baixos e o consumo demasiado alto, o que justifica a privatização da água.
A crise da água limpa é uma crise global emergente que afecta aproximadamente 785 milhões de pessoas em todo o mundo. 1,1 bilhão de pessoas não têm acesso à água e 2,7 bilhões sofrem escassez de água pelo menos um mês por ano. 2,4 bilhões de pessoas sofrem com água contaminada e saneamento precário. A contaminação da água pode levar a doenças diarreicas mortais, como cólera e febre tifoide, além de outras doenças transmitidas pela água. Elas são responsáveis por 80% das doenças em todo o mundo.

### Ambiente

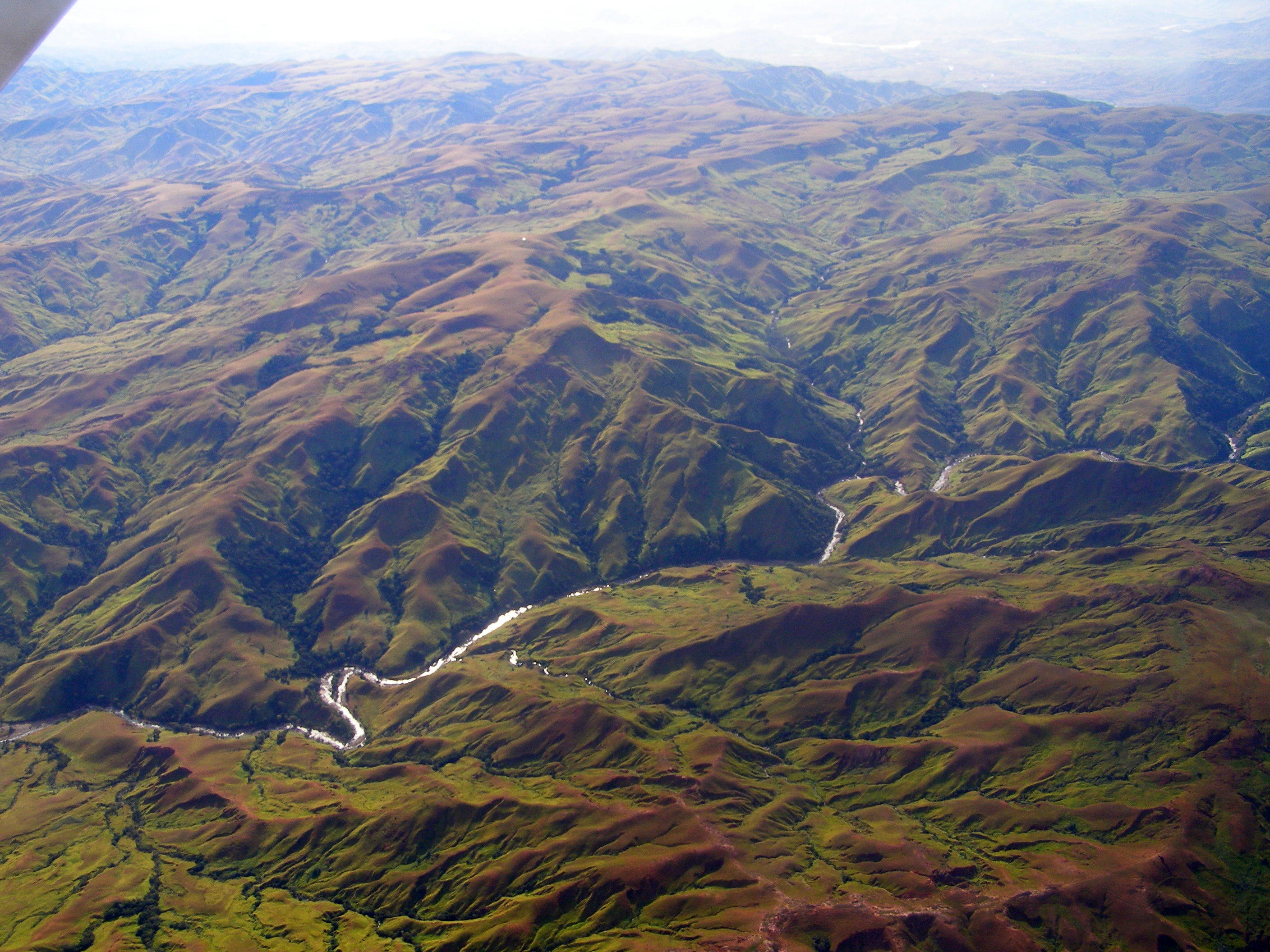
O desmatamento do Planalto de Madagascar levou ao assoreamento extenso e ao fluxo instável dos rios ocidentais.

O uso de água para fins domésticos, alimentares e industriais tem grandes impactos nos ecossistemas de muitas partes do mundo. Isto pode aplicar-se mesmo a regiões que não são consideradas “escassas em água”. A escassez de água prejudica o meio ambiente de muitas maneiras. Isso inclui efeitos adversos em lagos, rios, lagoas, pântanos e outros recursos de água doce. Isso resulta no uso excessivo de água porque ela é escassa. Isso ocorre frequentemente em áreas de agricultura irrigada. Pode prejudicar o meio ambiente de diversas maneiras. Isto inclui o aumento da salinidade, a poluição por nutrientes e a perda de planícies aluviais e zonas húmidas. A escassez de água também dificulta a utilização do fluxo para reabilitar os cursos de água urbanos.
Ao longo dos últimos cem anos, mais de metade das zonas húmidas da Terra foram destruídas e desapareceram. Essas áreas úmidas são importantes como habitats de inúmeras criaturas, como mamíferos, pássaros, peixes, anfíbios e invertebrados. Eles também apoiam o cultivo de arroz e outras culturas alimentares. E fornecem filtragem de água e proteção contra tempestades e inundações. Lagos de água doce, como o Mar de Aral, na Ásia Central, também sofreram. Já foi o quarto maior lago de água doce do mundo, mas perdeu mais de 58.000 km quadrados de área e aumentou enormemente a concentração de sal ao longo de três décadas.
A subsidência é outro resultado da escassez de água. O Serviço Geológico dos EUA estima que a subsidência afetou mais de 17 000 milhas quadradas em 45 estados dos EUA, 80 por cento das quais devido à utilização de águas subterrâneas.

### Potencial para conflito
Outros impactos incluem o crescente conflito entre os utilizadores e a crescente competição pela água.:6 Exemplos do potencial de conflito devido à escassez de água incluem: a insegurança alimentar na região do Médio Oriente e do Norte de África e os conflitos regionais sobre recursos hídricos escassos.

## Causas e fatores contribuintes

### Crescimento populacional
Cerca de cinquenta anos atrás, a visão comum era que a água era um recurso infinito. Naquela época, havia menos da metade do número atual de pessoas no planeta. As pessoas não eram tão ricas quanto hoje, consumiam menos calorias e comiam menos carne, então menos água era necessária para produzir seus alimentos. Eles exigiam um terço do volume de água que atualmente retiramos dos rios. Hoje, a competição por recursos hídricos é muito mais intensa. Isso ocorre porque atualmente há sete bilhões de pessoas no planeta e seu consumo de carne, que consome muita água, está aumentando. E aindústria, a urbanização, as plantações de biocombustíveis e os alimentos que dependem de água estão competindo cada vez mais por água. No futuro, será necessária ainda mais água para produzir alimentos, porque se prevê que a população da Terra aumente para 9 bilhões até 2050.
Em 2000, a população mundial era de 6,2 bilhões. A ONU estima que até 2050 haverá mais 3,5 bilhões de pessoas, com a maior parte do crescimento a ocorrer nos países em desenvolvimento que já sofrem de stress hídrico. Isto aumentará a procura de água, a menos que haja aumentos correspondentes na conservação e reciclagem de água. Com base nos dados aqui apresentados pela ONU, o Banco Mundial continua a explicar que o acesso à água para a produção de alimentos será um dos principais desafios nas próximas décadas. Será necessário equilibrar o acesso à água com a gestão da água de forma sustentável. Ao mesmo tempo, será necessário ter em conta o impacto das alterações climáticas e de outras variáveis ambientais e sociais.
Em 60% das cidades europeias com mais de 100.000 habitantes, as águas subterrâneas estão a ser utilizadas a um ritmo mais rápido do que a sua capacidade de reposição.

#### Sobreexploração das águas subterrâneas

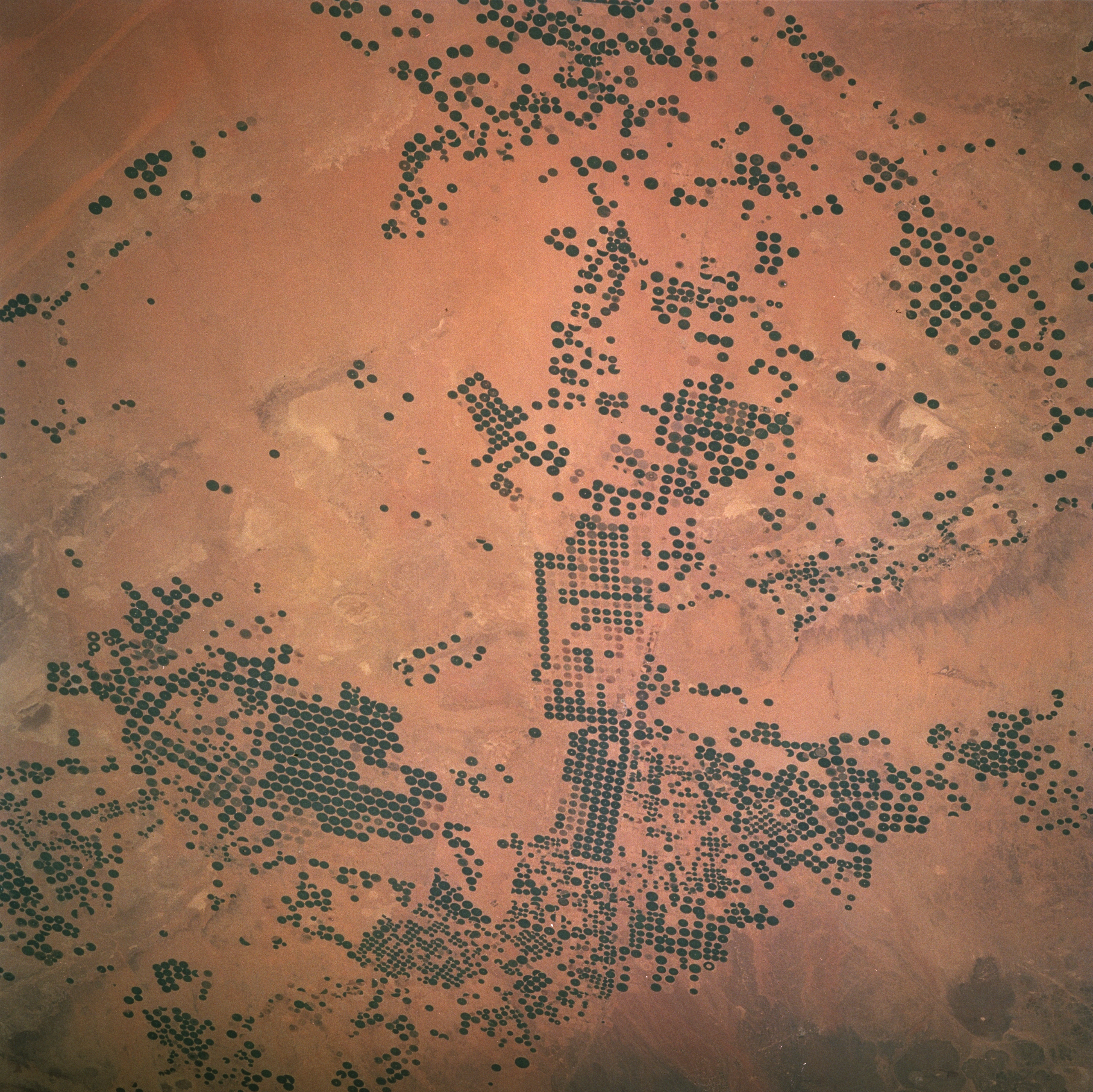
Irrigação por pivô na Arábia Saudita, abril de 1997. A Arábia Saudita está a sofrer com uma grande escassez de água nos seus aquíferos subterrâneos.

O aumento do número de pessoas está aumentando a competição pela água. Isso está esgotando muitos dos principais aquíferos do mundo. Isto possui duas causas. Uma delas é o consumo humano direto. A outra é a irrigação agrícola. Milhões de bombas de todos os tamanhos estão atualmente extraindo águas subterrâneas em todo o mundo. A irrigação em áreas secas como o norte da China, Nepal e Índia utiliza águas subterrâneas e está extraindo água subterrânea a uma taxa insustentável. Muitas cidades sofreram quedas de nível do aquífero entre 10 e 50 metros. Isto inclui a Cidade do México, Banguecoque, Pequim, Chennai e Xangai.
Até recentemente, a água subterrânea não era um recurso muito utilizado. Na década de 1960, desenvolveram-se cada vez mais aquíferos subterrâneos. O aprimoramento do conhecimento, da tecnologia e do financiamento tornou possível focar mais na captação de água de recursos hídricos subterrâneos em vez de águas superficiais. Isso tornou possível a revolução das águas subterrâneas agrícolas. Houve uma expansão do setor de irrigação, o que permitiu aumentar a produção de alimentos e o desenvolvimento nas áreas rurais. As águas subterrâneas fornecem quase metade de toda a água potável do mundo. Os grandes volumes de água armazenados no subsolo na maioria dos aquíferos têm uma capacidade de amortecimento considerável. Isto permite a retirada de água em períodos de seca ou de pouca precipitação. Isso é crucial para pessoas que vivem em regiões que não podem depender apenas da precipitação ou da água da superfície como seu único suprimento. Ela fornece acesso confiável à água durante todo o ano. Em 2010, a captação agregada de águas subterrâneas no mundo foi estimada em 1.000 km3 por ano. Destes, 67% destinam-se à irrigação, 22% a fins domésticos e 11% a fins industriais. Os dez maiores consumidores de água captada representam 72% de todo o uso de água captada no mundo. São eles: Índia, China, Estados Unidos da América, Paquistão, Irã, Bangladesh, México, Arábia Saudita, Indonésia e Itália.
As fontes de águas subterrâneas são bastante abundantes. Mas uma grande área de preocupação é a taxa de renovação ou recarga de algumas fontes de água subterrânea. A extração de águas subterrâneas não renováveis pode esgotá-las se não forem devidamente monitorizadas e geridas. O uso crescente de águas subterrâneas também pode reduzir a qualidade da água ao longo do tempo. Os sistemas de águas subterrâneas apresentam frequentemente quedas nos fluxos naturais, nos volumes armazenados e nos níveis de água, bem como na degradação da água.

### Expansão de usuários agrícolas e industriais

Cerca de 1,9 biliões de galões de água são consumidos na bacia do Rio Colorado num ano típico, contribuindo para uma grave escassez de águal. A maior parte da água da bacia do Rio Colorado utilizada pelos humanos é utilizada para cultivar ração para o gado — mais de quatro vezes a quantidade utilizada para culturas destinadas ao consumo humano directo.

A principal causa da escassez de água em decorrência do consumo é o uso extensivo de água na agricultura/pecuária e na indústria . As pessoas nos países desenvolvidos geralmente usam cerca de 10 vezes mais água por dia do que as pessoas nos países em desenvolvimento. Grande parte disso é uso indireto na produção agrícola e industrial de bens de consumo, que exigem uso intensivo de água. Exemplos são frutas, oleaginosas e algodão. Muitas dessas cadeias de produção são globalizadas, por isso grande parte do consumo de água e da poluição nos países em desenvolvimento ocorre para produzir bens para consumo nos países desenvolvidos.
Muitos aquíferos foram bombeados em excesso e não estão se recarregando rapidamente. Isso não consome todo o suprimento de água doce. Mas isso significa que grande parte se tornou poluída, salgada, imprópria ou indisponível para consumo humano, indústria e agricultura. Para evitar uma crise global de água, os agricultores terão que aumentar a produtividade para atender à crescente demanda por alimentos. Ao mesmo tempo, a indústria e as cidades terão de encontrar formas de utilizar a água de forma mais eficiente.
Atividades empresariais como o turismo continuam a se expandir. Elas criam uma necessidade de aumento no abastecimento de água e saneamento. Isso, por sua vez, pode levar a mais pressão sobre os recursos hídricos e os ecossistemas naturais. O crescimento aproximado de 50% no uso mundial de energia até 2040 também aumentará a necessidade de uso eficiente da água. Isso pode significar que parte do uso da água será transferida da irrigação para a indústria. Isso ocorre porque a geração de energia térmica utiliza água para geração de vapor e resfriamento.

### Poluição da água
Poluição da água é  a degradação da qualidade da água a ponto de:
- prejudicar a saúde, a segurança e o bem-estar da população;
- criar condições adversas às atividades sociais e económicas;
- afetar desfavoravelmente a biota( conjunto de todos seres vivos de um determinado ambiente ou de um determinado período.);
- afetar desfavoravelmente as condições estéticas ou sanitárias do meio ambiente;
- lançar matérias ou energia em desacordo com os padrões ambientais

### Mudanças climáticas
As mudanças climáticas podem ter um grande impacto nos recursos hídricos ao redor do mundo devido às estreitas conexões entre o clima e o ciclo hidrológico. O aumento das temperaturas aumentará a evaporação e levará ao aumento da precipitação. No entanto, haverá variações regionais na precipitação. Tanto as secas quanto as inundações podem se tornar mais frequentes e mais severas em diferentes regiões e em diferentes momentos. Geralmente haverá menos neve e mais precipitação num clima mais quente. Mudanças na queda de neve e no derretimento da neve em áreas montanhosas também ocorrerão. Temperaturas mais altas também afetarão a qualidade da água de maneiras que os cientistas não compreendem completamente. Os possíveis impactos incluem o aumento da eutrofização. As mudanças climáticas também podem aumentar a demanda por sistemas de irrigação na agricultura. Agora há amplas evidências de que a maior variabilidade hidrológica e as mudanças climáticas tiveram um impacto profundo no setor hídrico e continuarão a ter. Isto irá aparecer no ciclo hidrológico, na disponibilidade de água, na procura de água e na atribuição de água a nível global, regional, de bacia e local.
A FAO das Nações Unidas afirma que até 2025, 1,9 bilhão de pessoas viverão em países ou regiões com escassez absoluta de água. Diz que dois terços da população mundial podem estar sob condições de stress. O Banco Mundial afirma que as mudanças climáticas podem alterar profundamente os padrões futuros de disponibilidade e uso da água. Isto agravará o stress hídrico e a insegurança, a nível global e nos sectores que dependem da água.
Os cientistas descobriram que a mudança populacional é quatro vezes mais importante do que as alterações climáticas a longo prazo nos seus efeitos sobre a escassez de água.

### Recuo das geleiras das montanhas
O recuo dos glaciares desde 1850, de forma global e rápida, afeta a disponibilidade de água doce para irrigação e uso doméstico, as atividades de montanha, animais e plantas que dependem da água produzida durante os períodos de degelo, e num prazo mais alargado, o nível dos oceanos.
Estudada pelos glaciólogos, a coincidência temporal do recuo dos glaciares com o aumento medido da concentração de gases do efeito estufa na atmosfera é muitas vezes citada como pilar da evidência do aquecimento global antropogénico. As cordilheiras montanhosas das zonas temperadas como os Himalaias, Alpes, Montanhas Rochosas, Cordilheira das Cascatas e os Andes meridionais, bem como cumes tropicais isolados como o monte Kilimanjaro na África, apresentam, proporcionalmente, a maior diminuição da extensão dos glaciares.

A Pequena Idade do Gelo foi um período, que se estendeu aproximadamente de 1550 a 1850, em que o mundo esteve sob temperaturas relativamente baixas quando comparadas com as atuais. Subsequentemente, até 1940 os glaciares um pouco por todo o mundo retrocederam à medida que o clima se tornava mais quente. O recuo glaciar abrandou, e em muitos  casos foi mesmo revertido, entre 1950 e 1980 em resultado de um ligeiro arrefecimento global. Porém, desde 1980 um significativo aquecimento global tem conduzido ao recuo cada vez mais rápido e generalizado, de tal forma que muitos glaciares desapareceram e a existência de grande parte dos que restam no mundo está ameaçada. Em regiões como os Andes na América do Sul e Himalaias na Ásia, o desaparecimento dos glaciares aí existentes poderá afetar significativamente os recursos hídricos disponíveis.
A regressão dos glaciares de montanha, especialmente na América do Norte ocidental, Ásia, Alpes, Indonésia e África e ainda nas regiões tropicais e subtropicais da América do Sul, tem sido utilizada como evidência qualitativa do aumento da temperatura ao nível planetário desde o final do século XIX

## Opções para melhorias

### Gestão do lado da oferta e da procura
Uma análise em 2006 afirmou que "é surpreendentemente difícil determinar se a água é realmente escassa no sentido físico à escala global (um problema de abastecimento) ou se está disponível mas deveria ser melhor utilizada (um problema de procura)".
O Painel Internacional de Recursos da ONU afirma que os governos investiram pesadamente em soluções ineficientes. São megaprojetos como barragens, canais, aquedutos, oleodutos e reservatórios de água. Geralmente não são nem ambientalmente sustentáveis nem economicamente viáveis.

### Cooperação entre países
A falta de cooperação pode dar origem a conflitos regionais pela água . Isto é especialmente verdade nos países em desenvolvimento. A principal razão são as disputas relativas à disponibilidade, utilização e gestão da água. Um exemplo é a disputa entre o Egito e a Etiópia sobre a Grande Barragem do Renascimento Etíope, que se intensificou em 2020. O Egito vê a barragem como uma ameaça existencial, temendo que ela reduza a quantidade de água que recebe do Nilo.